# Маслич, Омер
Омер Маслич (босн. Omer Maslić; 21 ноября 1913, Варцар-Вакуф — 3 октября 1942, Буковица) — югославский боснийский кузнец и металлист, участник Народно-освободительной войны Югославии, Народный герой Югославии.

## Биография
Родился 21 ноября 1913 в Варцар-Вакуфе (ныне Мрконич-Град). Окончил два класса гражданской школы в родном городе и выучился на кузнеца у мастера из местечка Езеро. Переехал в Яйце, где вступил в рабочее движение и увлёкся политикой. С 1937 года проживал в Сараево, работал на Югославских железных дорогах. Член Объединения рабочих синдикатов, член КПЮ с 1939 года. Один из деятелей партийной ячейки Югославских железных дорог, руководитель партийной техники Боснийского покраинского комитета. Член Земельного комитета Народной помощи.
В июле 1941 года Омер Маслич был арестован усташами, при попытке бегства был ранен и отправлен в тюремную больницу, откуда сбежал в начале августа при поддержке однопартийцев. В сентябре 1941 года вступил в партизанский отряд «Звезда», где занялся подготовкой восстания и формированием партийной организации. К январю 1942 года на основе отряда появился Зеницкий партизанский отряд в составе четырёх батальонов и мусульманской роты. Отряд под командованием Маслича провёл ряд успешных действий: против усташей на Драчиче, во время боёв за Олово, при диверсиях на дороге Сараево—Босански-Брод, во время штурма Бегов-Хана (сдалась в плен рота домобранцев со всем вооружением). В мае 1942 года Зеницкий партизанский отряд, отбив атаки четников, вступил в 6-ю пролетарскую восточнобоснийскую ударную бригаду. Маслич был назначен заместителем политрука при Зеницкой роте, а затем перешёл на ту же должность при 3-м батальоне.
3 октября 1942 батальон попал в засаду в местечка Буковица (около современной Тузлы). Отряд отступил, а сам Маслич продолжил бой и погиб. Похоронен на Кладбище народных героев в парке Враца на горе Требевич (около Сараево).
Указом Президента Федеративной Народной Республики Югославии Иосипа Броза Тито от 27 ноября 1953 посмертно получил звание Народного героя Югославии.